# Friedrich August Kanne
Friedrich August Kanne (* 8. März 1778 in Delitzsch; † 16. Dezember 1833 in Wien) war ein österreichischer Komponist und Musikschriftsteller deutscher Herkunft.

## Leben und Werk

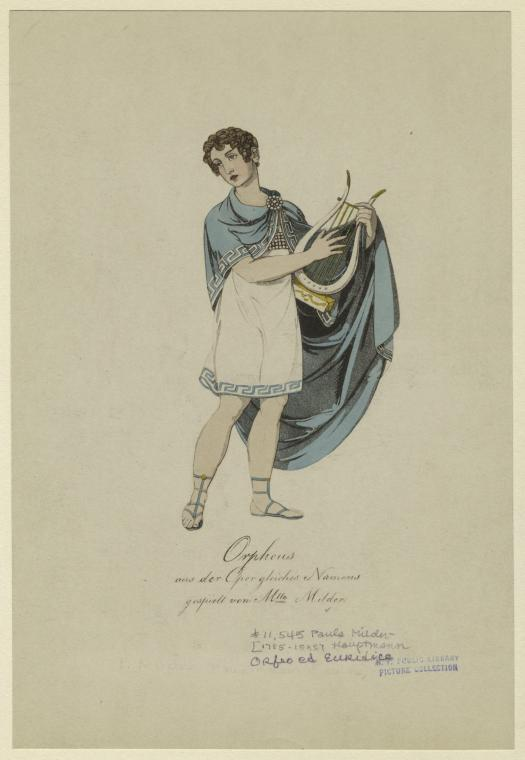
Anna Milder in der Titelrolle von Kannes Oper Orpheus (1807)

Kanne studierte zunächst Medizin in Leipzig und Theologie in Wittenberg, bevor er sich auf Studien der Musik verlegte, unter anderem in Dresden bei Christian Ehregott Weinlig. 1801 wurde seine Kantate An die Tonkunst erfolgreich in Leipzig aufgeführt.
1804 übersiedelte er nach Wien, wo er als Musiklehrer, Kritiker und Dichter wirkte, 1821 bis 1824 auch als Herausgeber der Wiener allgemeinen musikalischen Zeitung. Zu seinen Förderern und Freunden zählten Fürst Franz Joseph Maximilian von Lobkowitz (dessen Klavierlehrer er war) und Ludwig van Beethoven. Seine letzten Lebensjahre waren durch Armut und Alkoholmissbrauch geprägt.
Kanne war als Komponist von Opern mehrfach erfolgreich, so mit Orpheus (1807) und Miranda (1811). Den wohl größten Erfolg bildete die Zauberoper Lindane, oder Die Fee und der Haarbeutelschneider (Libretto: Adolf Bäuerle), die zwischen 1824 und 1841 insgesamt 68 Aufführungen im Theater in der Leopoldstadt erlebte. Neben Opern und Bühnenmusiken komponierte er Lieder und Duette, eine Messe, zwei Sinfonien und einige Instrumentalwerke. Außerdem verfasste er Schauspiele und Gedichte. Er lieferte auch eine Variation zu einem Walzer Anton Diabellis (dieser hatte insgesamt fünfzig zeitgenössische Komponisten zu je einer Variation über einen selbstkomponierten Walzer angeregt; Beethoven verarbeitete das Thema in eigenen Diabelli-Variationen).